# Planet Hunters
Planet Hunters (englisch für „Planetenjäger“) ist ein Programm der Yale University in New Haven, Connecticut. Freiwillige können sich an der Suche nach neuen Himmelskörpern beteiligen. Das Projekt wurde von ETH-Professor Kevin Schawinski mitbegründet.
Inzwischen gibt es eine Vielzahl an Planet Hunters Projekten auf zooniverse.org.

## PH1
PH1 ist der erste nach diesem Programm benannte Himmelskörper. Zwei Teilnehmer des Programms, die Amateurastronomen Kian Jek und Robert Gagliano, hatten PH1 als erste in den Daten des Weltraumteleskops Kepler entdeckt. Ihre Beobachtung wurde von auf Hawaii arbeitenden Forschern aus den USA und Großbritannien bestätigt. Der Planet hat einen Radius, der 6,2-mal so groß ist wie die Erde. Für eine Umrundung seiner beiden Sonnen brauche PH1 138 Tage. Zentraldoppelstern und Planet werden von einem weiteren Doppelstern umkreist. Das System befindet sich etwa 5000 Lichtjahre von der Erde entfernt.

## Planet Hunters TESS (PHT)
PHT wurde am 6. Dezember 2018 gegründet und wird von der Astronomin Nora Eisner geleitet. Für das Projekt werden die Daten des Weltraumteleskops TESS verwendet (Transitmethode). Das Projekt ist noch aktiv (Stand März 2023). Weltweit machen inzwischen über 38.000 registrierte freiwillige Helfer mit.
Bis März 2023 wurden 284 Exoplaneten-Kandidaten (z. B. TIC 35021200.01), 15 bestätigte Exoplaneten (z. B. TOI-5174 b) und unzählige Bedeckungsveränderliche Sterne entdeckt. Alle plausiblen Exoplaneten-Kandidaten, die im Rahmen dieses Projektes gefunden wurden, werden durch Nora Eisner auf ExoFOP hochgeladen, oder manchmal auch durch einen anderen Projektbeteiligten (siehe TOI und CTOI Listen auf ExoFOP).
Alle Kandidaten wurden manuell durch Projektteilnehmer geprüft und müssen eine Reihe von Tests bestehen, bevor diese von Nora Eisner akzeptiert und auf ExoFOP registriert werden. Es ist aber trotzdem möglich, dass nicht alle Kandidaten später zu realen (bestätigten) Exoplaneten werden. Einige könnten „grazing eclipsing binaries“ sein (Bedeckungsveränderliche Sterne mit hohem Impact Parameter, d. h. der eine Stern bedeckt den anderen nur partiell).